# Bittermandel

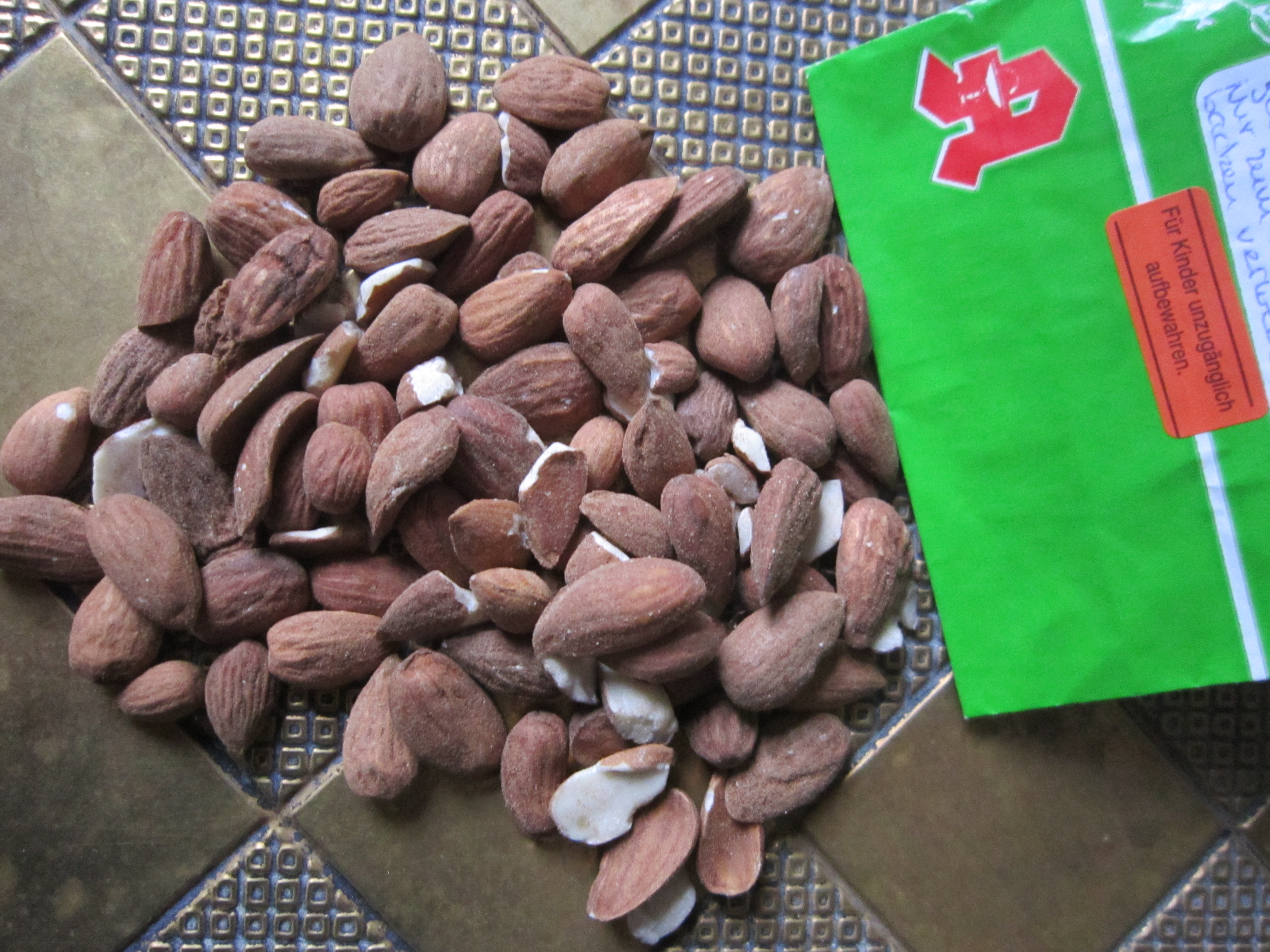
Bittermandlar.

Bittermandel (Prunus dulcis var. amara) är en varietet av mandel och vars frön, bittermandlarna, ofta används i bakverk och dylikt. Det huvudsakliga smakämnet i bittermandel är bensaldehyd, som även framställs syntetiskt och säljs i handeln som bittermandelessens.

## Förtäring och hälsorisker
Bittermandeln är giftig, endast ett fåtal mandlar bör användas vid matlagning. Bittermandel innehåller amygdalin som kan utveckla vätecyanid efter förtäring och som kan orsaka illamående, kräkningar, yrsel och hjärtklappning, i allvarliga fall även medvetande- och andningspåverkan. Åtta till tio bittermandlar kan vara dödlig dos för ett barn Livsmedelsverket i Sverige avråder från att konsumera bittermandel utöver när den används som krydda i exempelvis bakverk. Mängderna i recepten är små och vid upphettning minskar dessutom cyanidhalten. Den bör förvaras oåtkomlig för barn.
Glykosiden amygdalin sönderdelas av enzym i mandeln ihop med vatten till bensaldehyd, vätecyanid och glukos. Hela bittermandlar innehåller visserligen en liten mängd bensaldehyd och vätecyanid men de rikliga mängderna uppstår först efter behandling. Ett gammalt sätt är att krossa mandlarna ihop med vatten så att enzymen i mandeln kommer i kontakt med amygdalinet som då sönderdelas; syftet har traditionellt varit att få fram bittermandelaromen men det är ofrånkomligt att även vätecyaniden uppkommer. Liknande reaktion sker i matsmältningen, vilket gör bittermandeln giftig. Att glykosiden amygdalin sönderdelas till bensaldehyd, cyanväte och glukos visades av Justus von Liebig och Friedrich Wöhler på 1830-talet.
Hushållsarom, så kallad bittermandelessens eller bittermandelolja, är enklast att framställa på kemisk väg och består då av bensaldehyd utspädd med olja. Enligt Livsmedelsverket innehåller bittermandelolja inte bittermandel. Därför finns ingen risk att den bildar vätecyanid.